# Накамура, Фуминори
Фуминори Накамура (яп. 中村 文則 Накамура Фуминори, род. 2 сентября 1977 года) — японский писатель
.

## Биография
Родился в городе Токай, преф. Айти. Окончил социологический факультет Фукусимского университета.
Дебютировал в 2002 году с новеллой «Ружьё» (銃), удостоенной премии журнала «Синтё» для начинающих писателей; в 2004 году был отмечен премией Номы для дебютантов за повесть «Затемнение» (遮光). За произведение «Ребёнок в земле» (土の中の子供) был награждён премией Акутагавы (до этого произведения Накамуры уже дважды номинировались на неё).
В 2010 году стал лауреатом премии Кэндзабуро Оэ за роман «Щипач». Роман был переведён на английский язык и весьма благосклонно встречен критиками, в частности, редакторы Wall Street Journal включили роман в десятку лучших художественных книг 2012 года.
Испытал влияние Достоевского, Кафки и Камю, в своих работах продолжив традицию их обращения к фундаментальным вопросам человеческого существования. Известен также тем, что зачастую не может дать названия собственным произведениям (так название одной из последних его работ, «Последняя судьба», было дано ей не автором, а редактором). 
На русский язык силами издательского дома «Истари комикс» переведены 2 романа: «Щипач» (в русском переводе — «Карманник») и «Королевство»

## Сочинения
- Ружье (銃, 2002)
- Затемнение (遮光, 2003)
- Голос паука (蜘蛛の声, 2004)
- Ребёнок в земле (土の中の子供, 2005)
- Последняя судьба (最後の命, 2007)
- Ночь отчаяния (何もかも憂鬱な夜に, 2008)
- Край света (世界の果て, 2009)
- Щипач (掏摸, 2009)
- Очередь (яп. 列 рэцу) (2023)